# Araujotermes
Araujotermes es un género de termitas  perteneciente a la familia Termitidae que tiene las siguientes especies:

## Especies
1. Araujotermes caissara
2. Araujotermes nanus
3. Araujotermes parvellus